# Космозерское общество
Космозе́рское общество — сельское общество, входившее в состав Великогубской волости Петрозаводского уезда Олонецкой губернии.

## Общие сведения
Волостное правление располагалось в селении Великогубский погост с выселком Моглицов.
В настоящее время территория общества относится к Великогубскому и Шуньгскому сельским поселениям Медвежьегорского района Республики Карелия.

## Населённые пункты
Согласно «Спискам населённых мест Олонецкой губернии» по переписям за 1873 и 1905 годы общество состояло из следующих населённых пунктов:
| №  | Населённый пункт                                                                  | Расстояние до волостного правления в вёрстах | По переписи 1873 года | По переписи 1873 года | По переписи 1905 года | По переписи 1905 года |
| №  | Населённый пункт                                                                  | Расстояние до волостного правления в вёрстах | Количество семей      | Всего жителей         | Количество семей      | Всего жителей         |
| -- | --------------------------------------------------------------------------------- | -------------------------------------------- | --------------------- | --------------------- | --------------------- | --------------------- |
| 1  | Мягкая сельга (и Кресты)                                                          | 9                                            | 16                    | 109                   | 14                    | 92                    |
| 2  | Шеломки                                                                           | 12                                           | 3                     | 21                    | 4                     | 26                    |
| 3  | Пурга (и Комлево), в переписи 1873 года включает Артованину и Кошелевскую         | 15                                           | 24                    | 182                   | 31                    | 190                   |
| 4  | Шоглово (Щеглова)                                                                 | 14                                           | 11                    | 85                    | 14                    | 104                   |
| 5  | Тереховская                                                                       | 8                                            | 22                    | 206                   | 22                    | 212                   |
| 6  | Микковская                                                                        | 17                                           |                       |                       | 9                     | 135                   |
| 7  | Шунгская губа                                                                     | 25                                           | 7                     | 46                    | 8                     | 56                    |
| 8  | Пустыня (Михайловская)                                                            | 23                                           | 15                    | 131                   | 19                    | 120                   |
| 9  | Узких                                                                             | 22                                           | 13                    | 96                    | 15                    | 108                   |
| 10 | Калозеро (Каржаевщина), в переписи 1905 года включает выселок Башнин              | 18                                           | 5                     | 41                    | 8                     | 71                    |
|    | Башмина                                                                           |                                              | 1                     | 7                     |                       |                       |
| 11 | Быково                                                                            | 17                                           | 10                    | 96                    | 5                     | 50                    |
| 12 | Космозерский погост (Данилова гора), в переписи 1905 года включает выселок Дриска | 10                                           | 24                    | 159                   | 34                    | 242                   |
| 13 | Демидовская (Карташевская)                                                        | 10                                           | 22                    | 214                   | 40                    | 240                   |
| 14 | Новинка (Якушевская)                                                              | 12                                           | 5                     | 49                    | 10                    | 67                    |

## Религия
За православной общиной на территории общества — Космозерским приходом Повенецкого благочиния — числились следующие культовые постройки:
- Летняя церковь Успения Богородицы в Космозере — деревянная церковь постройки 1720 года, сгорела в 1942 году.
- Зимняя церковь преподобного Александра Свирского в Космозере — деревянная церковь постройки 1769 года,  Объект культурного наследия № 1010028000№ 1010028000.
- Часовня воздвижения Святого Креста в Космозере — деревянная постройка около 1750-1760 годов[5], не сохранилась.
- Часовня Святого Духа в Новинке — деревянная постройка 1847 года, не сохранилась.
- Часовня иконы Тихвинской Божьей Матери в Терехове — деревянная постройка второй половины XVIII века, не сохранилась.
- Часовня Апостолов Петра и Павла в Шоглове — деревянная постройка около 1790—1810 годов, не сохранилась.
- Часовня Вознесения в Пургине — деревянная постройка 1899 года, не сохранилась.
- Часовня в Мягкой Сельге — деревянная постройка 1914 года, не сохранилась.

Также к Космозерскому приходу относился ряд часовен в деревнях Великогубского общества: в Пегреме, в Мижострове, в Ламбасручье, в Большом Леликозере. 
Несколько часовен в деревнях Космозерского общества относились к Карас-Озерскому приходу:
- Часовня священномученика Антипы и Иоанна Крестителя в Шунгской Губе — деревянная постройка 1785 года,  Объект культурного наследия № 1040206000№ 1040206000.
- Часовня Святых Космы и Дамиана в Узких Салмах — деревянная постройка 1775 года,  Объект культурного наследия № 1002288000№ 1002288000.
- Часовня преподобных Зосимы и Савватия в Быкове — деревянная постройка 1775 года, не сохранилась.